# قامون
قامون أو قمون ( بالعبرية : קָמוֹן، في اليونانية القديمة : Καμων، تُرجمت إلى Kamôn ) هو مكان مذكور في الكتاب المقدس . تقع في جلعاد، ويقال أن يائير دفن هناك.
ولم يتبين بعد ما إذا كان هذا المكان حقيقيًا أم رمزيًا في الأساس.

## التاريخ

### الرواية الكتابية
وفقًا لسفر القضاة، يقع قامون في جلعاد وهو المكان الذي دفن فيه القاضي يائير.